# Yeşilyayla, Merkezefendi
Yeşilyayla là một xã thuộc huyện Merkezefendi, tỉnh Denizli, Thổ Nhĩ Kỳ. Dân số thời điểm năm 2010 là 591 người.